# Bärbel Gudelius
Bärbel Gudelius (* 12. Dezember 1938 in Wuppertal) ist eine deutsche Schriftstellerin.

## Leben
Bärbel Gudelius studierte über den zweiten Bildungsweg Pädagogik an der Universität Bonn und war anschließend in der Jugendarbeit und in der Erwachsenenbildung tätig. Gudelius lebt heute in Bonn. Sie ist Verfasserin von Romanen, Erzählungen und Gedichten. 1981 erhielt sie den Schwiftinger-Literaturpreis für Prosa sowie 1987 und 1991 ein Arbeitsstipendium des Kultusministeriums des Landes Nordrhein-Westfalen.

## Werke (Auswahl)
Belletristik
- Die Frau von Endor. Erzählungen. Erb-Verlag, Düsseldorf 1985, ISBN 3-88458-085-X.
- Rosa oder Jener Zustand der Versteinerung. Roman. Erb-Verlag, Düsseldorf 1986, ISBN 3-88458-103-1.
- Umkehrung. Roman. Horlemann Verlag, Unkel/Rhein 1991, ISBN 3-927905-04-6.
- Sandwege. Wasserwege. Meditationen über eine Wanderung in Mecklenburg, neobooks (Selfpublishing), Berlin, 2014, ISBN 978-3-7380-1271-2[1]
- Wegbeschreibung. Roman, neobooks (Selfpublishing), Berlin, 2014, ISBN  978-3-8476-7260-9[2]

Sachbücher
- Sozialer Wandel in Deutschland zwischen 1800 und 1850. Beltz, Weinheim 1981. Herausgegeben von der Redaktion Betrifft: Erziehung und dem Pädagogischen Lektorat des Beltz-Verlages[3]